# 荒木新流
荒木新流（あらきしんりゅう）とは、荒木武左衛門尉久勝が開いた流派。
荒木武左衛門尉久勝は、武州八王子中野村出身の3代目で、荒木無人斎の子孫である。寛永3年（1626年）、捕手81手からなる荒木新流を開き、代々武左衛門を名乗る子孫が流儀を継承した。その後、越後新発田藩系の服部広次郎が第14代を継承。上京した15代阪本謹吾は明治43年（1910年）、講武館を設立した。